# Пендлбери, Джон
Джон Девитт Стрингфеллоу Пендлбери (англ. John Devitt Stringfellow Pendlebury; 12 октября 1904, Лондон — 22 мая 1941, Крит) — британский археолог, в годы Второй мировой войны работал на британскую разведку. Погиб на Крите в 1941 году, во время проведения гитлеровскими войсками Операции «Меркурий».

## Ранние годы
Джон Пендлбери родился в Лондоне и был старшим сыном Герберта С. Пендлбери (Herbert S Pendlebury) и Лилиан Д. Девитт (Lilian D Devitt). В возрасте восьми лет ослеп на один глаз (воткнул себе в глаз карандаш), и всю оставшуюся жизнь ходил со стеклянным глазом. Получил частное образование в Винчестерском колледже (1918—1923), затем обучался в Пембрук Колледже при Кембриджском университете, который окончил в 1927 году. Несмотря на свою травму, был звездой спорта в колледже, занимался лёгкой атлетикой, прыжками в высоту.

## Археология
В свои первые школьные каникулы (1923) Пендлбери впервые отправился в поездку по Греции, посетил раскопки в Микенах, буквально влюбился в эту страну и особенно заинтересовался археологией. В 1927 году, покидая университет, он получил направление в Британскую археологическую школу в Афинах. Пендлбери долгое время не мог сделать выбор между археологией Египта и Греции, решил заниматься и той, и другой, и изучал египетские артефакты, найденные в Греции. В Афинах Джон встретил студентку-археолога Хильду Уайт, вскоре молодые люди почувствовали взаимное влечение и поженились в 1928 году.
Разница в смене климатических сезонов в Египте и Греции позволяла работать в течение года поочерёдно в обеих странах, и в 1928 году Пендлбери начал раскопки в Тель эль-Амарне, в Египте. В 1929 году Пендлбери посчастливилось: Артур Эванс назначил его куратором на работах в Кноссе (центральный Крит). К тому же, жил он совсем рядом с участком работ, в так называемой Таверне — здании, специально оборудованном для проживания семейных пар, а также месте сборов и активной общественной жизни археологов.
Пендлбери был одним из первых археологов, применявших методы реконструкции быта и окружающей среды для изучения бронзового века; например, согласно заметкам С. Майкла Хогана (C. Michael Hogan), Пендблбери первым выдвинул предположение, что Кносс во время расцвета бронзового века страдал от перенаселённости. Этот вывод Пендлбери сделал на основе анализа темпов вырубки окрестных лесов.
Пендлбери был начальником экспедиции в Тель эль-Амарне с 1930 по 1936 годы, оставался куратором в Кноссе до 1934 года. В 1936 году он перебрался в Дикти, на востоке Крита и занимался там исследованиями до начала Второй мировой войны.

## Военная служба
Патрик Ли Фермор писал:

[Пендлбери] знал остров изнутри. Он проводил дни напролёт под открытым небом, проходил более 1000 миль за один археологический сезон. Его товарищами были горцы и пастухи. Он знал все местные наречия.
Оригинальный текст (англ.)[Pendlebury] got to know the island inside out. ... He spent days above the clouds and walked over 1,000 miles in a single archaeological season. His companions were shepherds and mountain villagers. He knew all their dialects...

Критянин Манолаки Акумианос, один из работников на раскопках в Кноссе, вспоминал:

…[он] знал остров как свои пять пальцев, говорил по-гречески как коренной житель Крита, мог петь мантинады ночи напролёт и перепить любого местного
Оригинальный текст (англ.)...[he] knew the whole island like his own hand, spoke Greek like a true Cretan, could make up mantinadas all night long, and could drink any Cretan under the table.

В свете надвигающейся войны, учитывая стратегическое значение острова Крит, Пендлбери удалось убедить британских военачальников в ценности своих уникальных знаний и опыта. Его отозвали в Англию, Пендлбери прошёл спецподготовку и в мае 1940 года вновь объявился на Крите, в городе Ираклион (в то время город назывался, на итало-венетский манер, Кандия) в качестве британского вице-консула. Новая должность Пендлбери не могла ввести в заблуждение большую часть дипломатического сообщества относительно реальных целей его пребывания на Крите. Пендлбери немедленно начал работать по заранее намеченным планам: производить рекогнисцировку (дороги, тайники, источники воды), а главное искать выходы на лидеров местных кланов, таких как Антониос Грекоракис (Antonios Gregorakis) и Маноли Бандувас (Manoli Bandouvas). Крит освободился от турецкого владычества всего за 43 года до этого и авторитет этих вождей был очень велик, с их помощью можно было поднять население на борьбу. В октябре, когда в Грецию вторглись итальянские войска, Пендлбери стал посредником между английскими частями и вождями местных ополченцев.
Тем временем Германия оккупировала материковую часть Греции, и в апреле 1941 года Пендлбери составил новые планы своих действий, к несчастью они не учитывали тот факт, что Критская дивизия греческой армии захвачена в Греции. 20 мая 1941 года началось немецкое вторжение на Крит, Пендлбери находился в Ираклионе. Город подвергся массированной бомбардировке, за которой последовала высадка воздушного десанта. Немцы вошли в город, но были вытеснены греческими войсками, частями британской армии и ополченцами, которых к этому времени британцам удалось привлечь на защиту острова и вооружить.
На следующий день, 21 мая, германские войска взяли Ираклион. Пендлбери с несколькими товарищами-критянами удалось выбраться из города, и они отправились в деревню Кроусонас, расположенную в 15 км к юго-западу от города. Они собирались организовать ответную атаку, но по дороге Пендлбери оставил автомобиль и открыл огонь по немецкому отряду, вызвал ответный огонь. В это время налетели «Юнкерсы» и Пендлбери был ранен в грудь. Его подобрала Аристея Дроссулакис (Aristeia Drossoulakis), она перенесла Пендлбери в свою хижину, находившуюся по соседству. Хижина вскоре была занята гитлеровцами, немецкий доктор поступил благородно, промыв и перевязав рану Пендлбери; позже ему сделали укол.
На следующий день Пендлбери сменили рубашку. Немцы заняли позиции вокруг дома, прибыла новая группа парашютистов. Они обнаружили Пендлбери в греческой рубахе, при нём не оказалось идентификационного жетона (он его потерял). Так как на Пендлбери не было формы, и он ничем не мог доказать, что он военнопленный, гитлеровцы вывели его во двор, поставили у стены хижины и расстреляли.
Пендлбери был похоронен рядом с местом своей гибели, позже его тело перезахоронили в километре от западных ворот Ираклиона. Сейчас его могила на кладбище у залива Соуда, выстроенном Комиссией Содружества по военным захоронениям.

## Публикации
- 1930 Aegyptiaca. A Catalogue of Egyptian objects in the Aegean area. Cambridge: University Press.
- 1933 A handbook to the palace of Minos at Knossos. London: Macmillan.
- 1933 A guide to the stratigraphical museum in the Palace at Knossos (3 vols). London: British School of Art [?Archaeology] at Athens.
- 1935 Tell el-Amarna. London : Lovat Dickson & Thompson.
- 1939 The archaeology of Crete : an introduction. London: Methuen’s Handbooks of Archaeology.
На русском языке: Пендлбери Дж.. Археология Крита Архивная копия от 17 сентября 2016 на Wayback Machine (перевод с английского, под редакцией В. В. Струве), М., 1950.
- 1948 John Pendlebury in Crete. Cambridge: University Press. (Published privately after Pendlebury’s death — with appreciations by Nicholas Hammond and Tom Dunbabin).